# گوستاو گاریگو
سیفرین گوستاو گاریگو (تلفظ می‌شود [ɡystav ɡaʁiɡu]؛ ۲۴ سپتامبر ۱۸۸۴ – ۲۳ ژانویهٔ ۱۹۶۳) رکابزن حرفه‌ای فرانسوی بود که در رشتهٔ دوچرخه‌سواری جاده فعالیت می‌کرد. او یکی از بهترین رکابزنان دورهٔ خود بود و توانست یک بار در سال ۱۹۱۱ برندهٔ تور دو فرانس شود. در ۱۱۷ مرحله حضور خود در تور، در ۸ مرحله پیروز شد، ۹۶ بار جزء ۱۰ نفر برتر و ۶۵ بار جزء ۵ نفر برتر مرحله بود.

## فعالیت حرفه‌ای
گاریگو در وابرهٔ فرانسه زاده شد و در پاریس زندگی کرد. سبکی گاریگو نقطهٔ قوت او در مسیرهای کوهستانی بود؛ البته در مسیرهای مسطح نیز قدرتمند بود و توانایی قابل توجهی در بازیابی انرژی داشت. او در سال ۱۹۰۷ حرفه‌ای شد و در همان سال، برندهٔ مسابقات قهرمانی کشور، تور لمباردی و پاریس–بروکسل شد. همچنین در تور دو فرانس برندهٔ دو مرحله شد و پس از هم‌تیمی خود لوسین پتی-برتون بر سکوی دوم ایستاد. در سال‌های بعد نیز پشت سر هم‌تیمی‌های خود قرار گرفت. در سال ۱۹۰۸ چهارم، در سال ۱۹۰۹ دوم و در سال ۱۹۱۰ سوم شد؛ در حالی که به ترتیب، پتی-برتون، فرانسوا فابه و اکتاو لاپیز برندهٔ تور شدند. او توانست در هر یک از تورهای ۱۹۰۹ و ۱۹۱۰ در یک مرحله به پیروزی برسد.

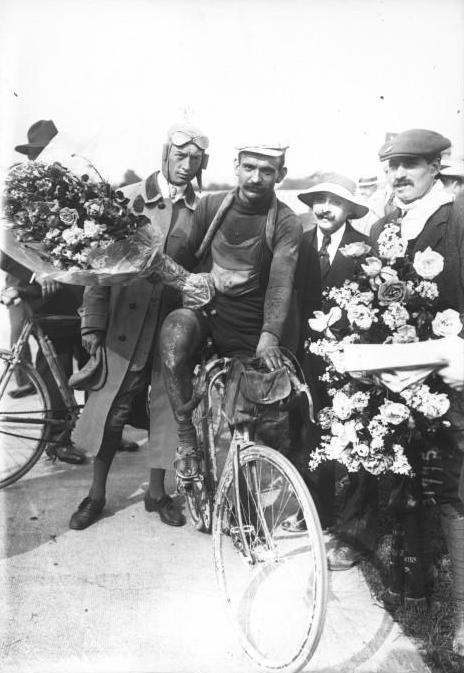
گاریگو در تور دو فرانس ۱۹۱۳

### تور دو فرانس ۱۹۱۱
در تور دو فرانس ۱۹۱۱ گاریگو در شرایطی به قهرمانی دست یافت که هواداران دیگر رکابزن فرانسوی، پل دوبوک، او را در سقوط دوبوک در پیرنه پس از نوشیدن از یک بطری مسموم، مقصر می‌دانستند و گاریگو را به مرگ تهدید کرده‌بودند.
گاریگو در مرحلهٔ نخست پیروز شد و برتریش در رده‌بندی اصلی در پایان مرحلهٔ ششم به ۱۶ امتیاز رسید؛ ولی در پیرنه دوبوک فاصله را به ۱۰ امتیاز کاهش داد. در مرحلهٔ ۱۰ گاریگو سه ساعت زودتر از دوبوک به خط پایان رسید و برتری خود را تحکیم کرد. همچنین در مرحلهٔ ۱۳ پیروز شد.

### سال‌های پایانی
در سال ۱۹۱۲ گاریگو رهبر تیم تمام فرانسوی آلسیون بود و بخت نخست قهرمانی در تور به شمار می‌رفت؛ ولی در آخرین روزها اودیل دفری بلژیکی به تیم افزوده شد. او توانست در مراحل دوم و سوم گاریگو را پشت سر گذارد و راه خود را به سوی قهرمانی هموار کند. گاریگو پس از اوژن کریستوف بر سکوی سوم ایستاد.
در تور ۱۹۱۳ سیستم امتیازی برای تعیین برندهٔ تور برچیده شد و به سیستم زمانی بازگشت. گاریگو با فاصلهٔ بیش از ۸ دقیقه با یک بلژیکی دیگر به نام فیلیپ تیس در رتبهٔ دوم ایستاد.
افزون بر تور، گاریگو در مسابقات یک‌روزه نیز موفقیت‌هایی را به دست آورد. از جمله در سال ۱۹۱۱ برندهٔ میلان–سانرمو شد. همچنین در سال‌های ۱۹۰۷ و ۱۹۰۸ برندهٔ مسابقهٔ قهرمانی کشور شد. با آغاز جنگ جهانی اول در سال ۱۹۱۴ دوران فعالیت حرفه‌ای گاریگو به پایان رسید.

## نتایج در گرند تورها
| گرند تور                       | ۱۹۰۷    | ۱۹۰۸    | ۱۹۰۹    | ۱۹۱۰    | ۱۹۱۱    | ۱۹۱۲    | ۱۹۱۳    | ۱۹۱۴    |
| ------------------------------ | ------- | ------- | ------- | ------- | ------- | ------- | ------- | ------- |
| جیرو دیتالیا                   | ناموجود | ناموجود | نرفت    | نرفت    | نرفت    | نرفت    | نرفت    | نرفت    |
| پیروزی در مراحل                | ناموجود | ناموجود | —       | —       | —       | —       | —       | —       |
| تور دو فرانس                   | ۲       | ۴       | ۲       | ۳       | ۱       | ۳       | ۲       | ۵       |
| پیروزی در مراحل                | ۲       | ۰       | ۱       | ۱       | ۲       | ۰       | ۱       | ۱       |
| تور دوچرخه‌سواری ووئلتا اسپانیا | ناموجود | ناموجود | ناموجود | ناموجود | ناموجود | ناموجود | ناموجود | ناموجود |
| پیروزی در مراحل                | ناموجود | ناموجود | ناموجود | ناموجود | ناموجود | ناموجود | ناموجود | ناموجود |

| ۱        | برنده                               |
| ۲–۳      | سه نفر اول                          |
| ۴–۱۰     | ده نفر اول                          |
| ۱۱–      | گذر از خط پایان                     |
| نرفت     | در مسابقه شرکت نکرد                 |
| ناتمام-x | به پایان نرساند (انصراف در مرحله x) |
| DNS-x    | آغاز نکرد (عدم شرکت در مرحله x)     |
| اخراج    | اخراج شد                            |
| ناموجود  | مسابقه/رده‌بندی انجام نشد            |
| بی‌رتبه   | در رده‌بندی گنجانده نشد              |